# دوتنگ گوگ
دوتنگ گوگ (به لاتین: Doteng Gewog) یک منطقهٔ مسکونی در بوتان است که در استان پارو واقع شده‌است.